# Mielitis
La mielitis és una inflamació de la medul·la espinal. En el terme mielitis són inclosos convencionalment molts processos degeneratius que seria més correcte d'anomenar mielopatia o mielosi.

## Clínica
La simptomatologia neurològica varia segons quins siguin els segments afectats i les estructures, sensitives i motores, implicades.